# Serenate
Serenate è stato un programma televisivo italiano di genere musicale, andato in onda su Rai 2 dal 13 novembre al 23 dicembre 1998 in prima serata.

## Il programma
Il programma, scritto da Fabio Fazio, Pietro Galeotti, Roberto Grandus e Marco Posani, si basava sull'idea delle dediche radiofoniche. Le persone a casa erano invitate a chiamare in studio per dedicare un brano musicale a qualcuno, spinto da una motivazione significativa e profonda.
La trasmissione, rielaborata da un programma radiofonico dello stesso Fazio dal titolo Ho i miei buoni motivi, era condotta da Andrea Pezzi e vedeva le presenze fisse di Licia Colò, Cristina D'Avena, Pupo e i Cavalli Marci.
Era stata prevista la trasmissione di 6 puntate, ma il programma fu sospeso in anticipo a causa dei bassi ascolti ottenuti.